# 萧吉珊

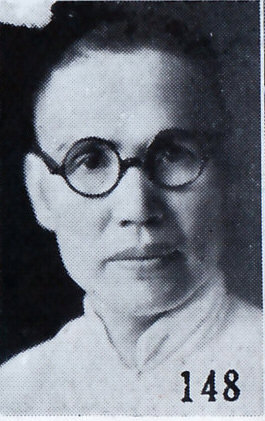
萧吉珊

萧吉珊（1893年12月22日—1956年8月26日），广东潮阳人。中华民国政治人物以及侨务官員，時常代表政府拜訪海外華僑。

## 生平
萧吉珊毕业于公立广东高等师範学校，畢業後擔任道尹公署科长及潮阳县劝学所所长等职。1924年夏，黄埔军校建立后擔任校长蒋介石機要秘书。1926年北伐戰爭时，任国民革命军总司令部机要室秘书。1929年1月，任国民政府侨务委员会委员；9月，任外洋筹募公债委员会委员；同年，任中国国民党中央监察委员会秘书长以及中國国民党南京特别市党部执行委员兼常务委员。1931年9月，任侨务委员会常务委员；12月，任中國国民党第四届候补中央执行委员、中央海外党务委员会委员。1932年10月，任国民政府宣慰华侨专员。1935年11月，任中國国民党第五届中央执行委员；12月，兼任中央海外党务委员会代主任委员。1936年7月，任广东省政府委员。1938年4月，任中國国民党中央海外部副部长兼南洋研究所所长，不久擔任广东省政府田粮处处长。1945年5月，当选為中國国民党第六届中央执行委员。1946年11月，当选为制宪国民大会代表。1948年，当选为国民大会代表；同年4月，仍任侨务委员会委员、常务委员。1949年前往台湾。1952年，任中國国民党中央评议委员。1954年，被选为国民大会主席团成员。1956年8月13日，在柬埔寨金边遭遇車禍，26日逝世。